# Guizerix
Guizerix (okzitanisch: Guiseric) ist eine französische Gemeinde mit 116 Einwohnern (Stand: 1. Januar 2022) im Département Hautes-Pyrénées in der Region Okzitanien; sie gehört zum Arrondissement Tarbes. Die Einwohner werden Guizerixois genannt.

## Geografie
Guizerix liegt rund 32 Kilometer nordöstlich der Stadt Tarbes am Fluss Petite Baïse im Osten des Départements Hautes-Pyrénées. Umgeben wird Guizerix von den Nachbargemeinden Cuélas im Norden, Ponsan-Soubiran im Nordosten, Larroque im Osten, Puntous im Süden und Osten, Sadournin im Westen sowie Duffort im Nordwesten.

## Bevölkerungsentwicklung
| Jahr                       | 1962 | 1968 | 1975 | 1982 | 1990 | 1999 | 2006 | 2013 |
| Einwohner                  | 178  | 188  | 159  | 160  | 136  | 133  | 131  | 123  |
| Quellen: Cassini und INSEE |      |      |      |      |      |      |      |      |

## Sehenswürdigkeiten

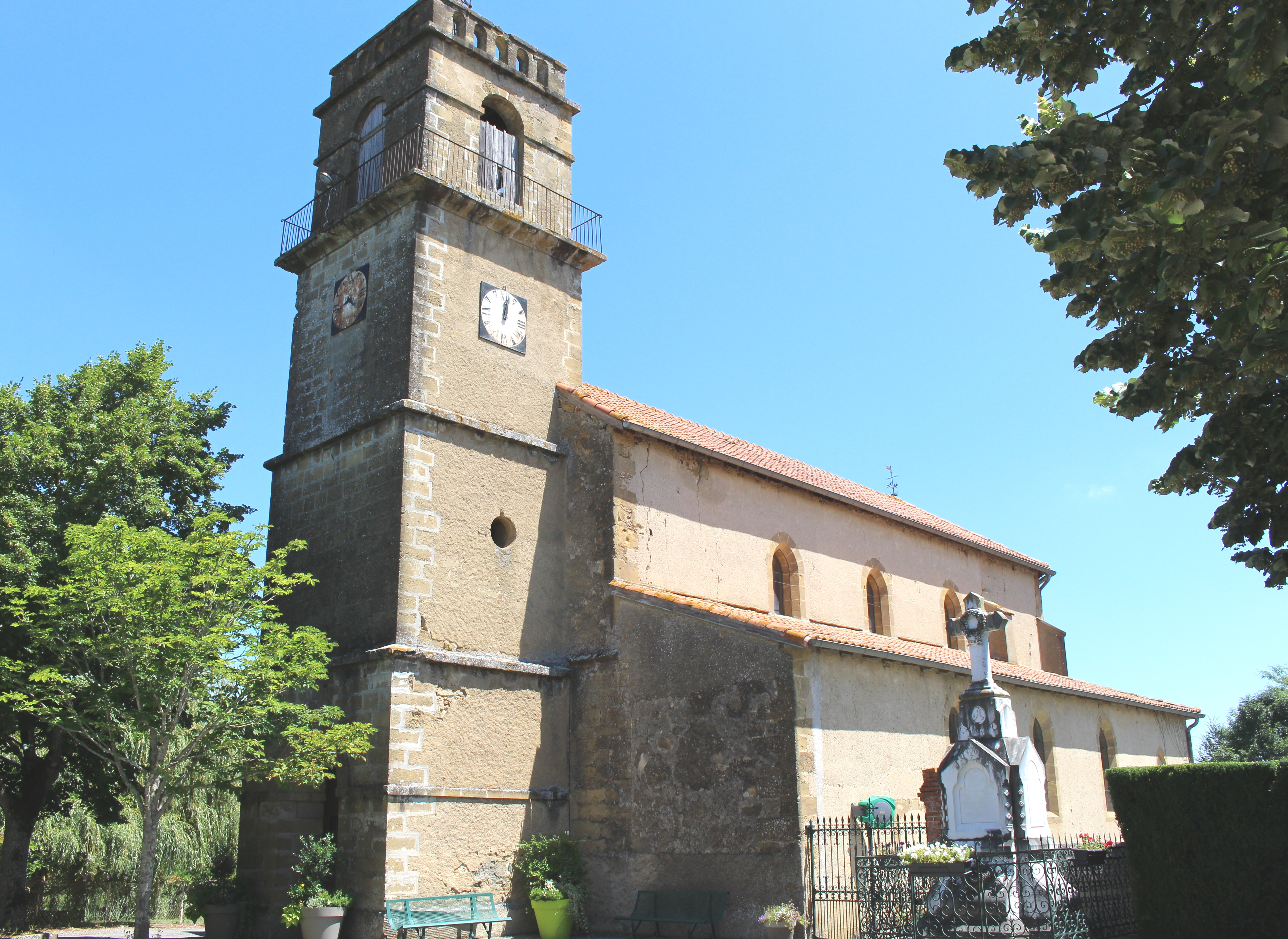
Kirche Saint-Christophe
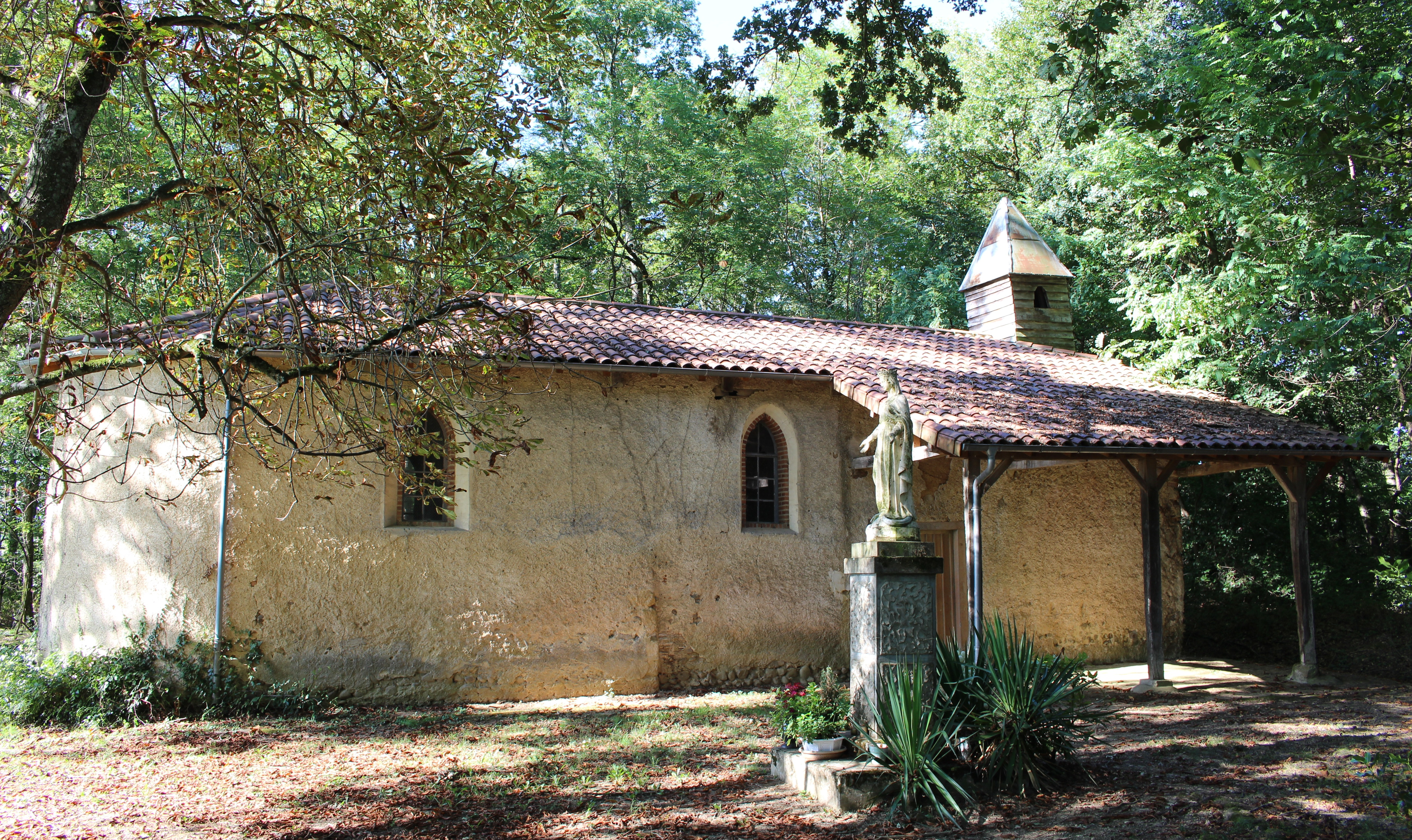
Kapelle Sainte-Trinité

- Kirche Saint-Christophe
- Kapelle Sainte-Trinité